# Ancistrocerus roubaudi
Ancistrocerus roubaudi är en stekelart som beskrevs av Joseph Charles Bequaert.
Ancistrocerus roubaudi ingår i släktet murargetingar och familjen Eumenidae. Inga underarter finns listade i Catalogue of Life.